# Myxidium virensi
Myxidium virensi is een microscopische parasiet uit de familie Myxidiidae. Myxidium virensi werd in 1984 beschreven door Gaevskaya & Kovaljova. 